# Angorakaninull

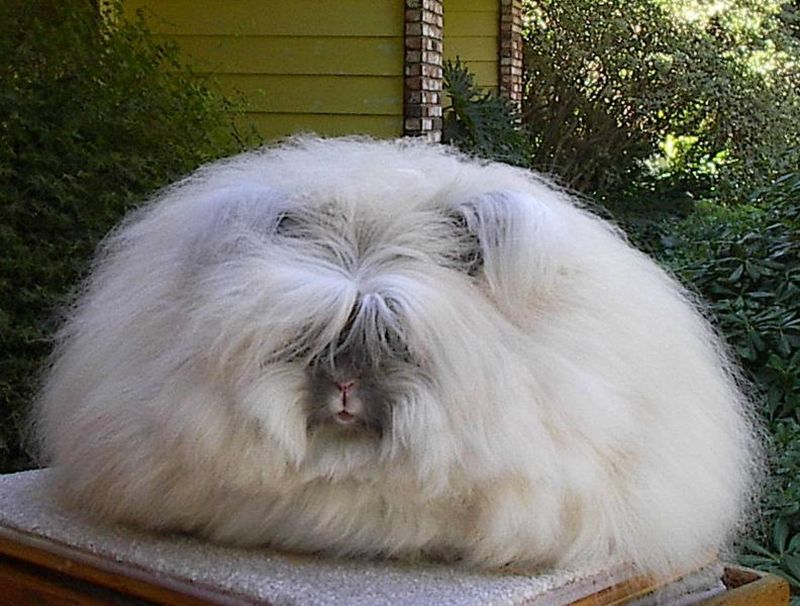
En madagaskarfärgad angorakanin.

Angorakaninull är hår från angorakaninen vars pälshår är mycket mjukt och fint att använda som textilfiber. Färgen är vit eller gulvit, eftersom angorakaninen vanligen är albino. Ullhåren innehåller 1–3 luftfyllda märgkanaler vilket ger ullen en utmärkt värmeisolerande egenskap. Dessutom medför det att ullen blir lättare. 